# 吉井田村
吉井田村（よしいだむら）は福島県信夫郡にあった村。現在の福島市吉井田地区の大部分（市内中心部の荒川右岸）にあたる。

## 地理
- 河川：荒川

## 歴史
- 1889年（明治22年）4月1日 - 町村制の施行により、方木田村、八木田村、吉倉村、仁井田村の区域をもって発足。
- 1955年（昭和30年）3月31日 - 福島市に編入。同日吉井田村廃止。